# 哀悼基督 (提香)
《哀悼基督》（Pietà）是意大利文艺复兴艺术大师提香最后的画作之一，绘制于 1576 年瘟疫期间，去世前尚未完成，由帕尔玛·乔瓦内完成。画中耶稣的身体饱受折磨蹂躏。提香原计划将其装饰自己的坟墓，现藏于威尼斯学院美术馆。